# Dichochrysa derbendica
Dichochrysa derbendica is een insect uit de familie van de gaasvliegen (Chrysopidae), die tot de orde netvleugeligen (Neuroptera) behoort. 
Dichochrysa derbendica is voor het eerst wetenschappelijk beschreven door Hölzel in 1967.